# Paul Krewer
Paul Krewer (ur. 10 czerwca 1906 w Duisburgu, zm. 2000 w Kolonii) – niemiecki kolarz torowy, trzykrotny medalista mistrzostw świata.

## Kariera
Pierwszy sukces w karierze Paul Krewer osiągnął w 1927 roku, kiedy zdobył srebrny medal w wyścigu ze startu zatrzymanego zawodowców podczas mistrzostw świata w Lipsku. W zawodach tych wyprzedził go jedynie Belg Victor Linart, a trzecie miejsce zajął kolejny Niemiec Walter Sawall. Na rozgrywanych dwa lata później mistrzostwach świata w Kolonii w tej samej konkurencji był trzeci za Francuzem Georges’em Paillardem i Victorem Linartem. Ostatni medal zdobył na mistrzostwach świata w Lipsku w 1934 roku, gdzie ponownie zdobył srebrny medal, ulegając jedynie swemu rodakowi Erichowi Metze. Ponadto pięciokrotnie zdobywał medale torowych mistrzostw kraju, ale nigdy nie zwyciężył. Nigdy też nie wystartował na igrzyskach olimpijskich.